# Michail Cechov
Mikhail Cechov foi um escritor russo. Em 1907 recebeu pelo seu "esboços e contos" o prémio Puskin.
Era filho de Pavel Egorovic Cechov e de Evgenija Jakovlevna. Teve quatro irmãos, Aleksandr Cechov (1855), Nikolaj Cechov (1858), Michail Cechov (1865), Anton Chechov e Marija Cechov (1863). Uma segunda irmã nascida em 1869, Evgenija morreu com dois anos de idade. As origens da família são humildes. O avô de Cechov, Egor Cechov , foi um servo que comprou a sua liberdade do Kreopostnoje Pravo .